# Spatholirion decumbens
Spatholirion decumbens är en himmelsblomsväxtart som beskrevs av Nobuyuki Fukuoka och N.Kurosaki. Spatholirion decumbens ingår i släktet Spatholirion och familjen himmelsblomsväxter.
Artens utbredningsområde är Thailand. Inga underarter finns listade.